# Horst Sachtleben
Horst Sachtleben (* 24. September 1930 in Berlin; † 23. Mai 2022) war ein deutscher Schauspieler, Regisseur und Synchronsprecher. Seine Schauspielkarriere in Film, Fernsehen und Theater erstreckte sich von den 1950er-Jahren bis 2020 und umfasste über 150 Film- und Fernsehproduktionen. Er wirkte unter anderem als Bayerischer Staatsschauspieler und Regisseur für das Bayerische Staatsschauspiel. Bekannt wurde er auch als Bischof Rossbauer in der ARD-Serie Um Himmels Willen.

## Leben

### Ausbildung und Theater
Nach dem Abitur studierte Sachtleben Theaterwissenschaften in Berlin und nahm parallel Schauspielunterricht. Es folgten Engagements an zahlreichen deutschsprachigen Bühnen – beispielsweise in Berlin (Komödie), am Schauspielhaus Zürich (1957–1961), in Bonn, seit 1961 für viele Jahre am Bayerischen Staatsschauspiel in München, wo er auch oft Regie führte, sowie in Schwäbisch Hall (Freilichtspiele Schwäbisch Hall). Außerdem gastierte er mit Tourneetheatern in vielen weiteren Städten. 1967 wurde Sachtleben für seine Verdienste um die Bühne der Bayerische Staatspreis verliehen. Er inszenierte für das Residenztheater in München, das Schillertheater in Berlin, das Schauspiel Bonn und für Tourneetheater. Bei den Bad Hersfelder Festspielen trat er in der Saison 2010 als Freiherr von Attinghausen in Wilhelm Tell auf, wofür er mit dem Großen Hersfeld-Preis ausgezeichnet wurde.

### Film, Fernsehen und Synchron
1961 gab Sachtleben als Ziesel in dem Drama Jürgen Trahnke, das 1962 mit ihm in Nachruf auf Jürgen Trahnke fortgeführt wurde, sein Fernsehdebüt. Es folgten weitere Rollen in zahlreichen Film und Fernsehproduktionen, unter anderem im Mehrteiler Der schwarze Bumerang nach dem gleichnamigen Roman von Rüdiger Bahr, als Andreas Karlstadt in Rainer Wolffhardts Martin-Luther-Produktion, in Helmut Dietls Satire Kir Royal, in Bernhard Wickis Drama Das Spinnennetz, als Lehrer in der RTL-Serie Unsere Schule ist die Beste, in Caroline Links international erfolgreichem Drama Jenseits der Stille und in der Verfilmung von Victor Klemperers Tagebüchern (Klemperer – Ein Leben in Deutschland). 2009 besetzte ihn Sigi Rothemund in seinem Fernsehfilm Sterne über dem Eis als herzkranken, renitenten Kurt Schell, den Vater des Meeresbiologen Martin Schell (Michael Fitz).
Von 2002 bis 2020 übernahm Sachtleben als Bischof Rossbauer in 197 Folgen eine durchgehende wiederkehrende Rolle der ARD-Fernsehserie Um Himmels Willen. Er verließ die Serie vor der letzten Staffel wegen der COVID-19-Pandemie, da er die Dreharbeiten als zu gefährlich und die Vorsichtsmaßnahmen als zu anstrengend empfand. Daneben gab er Gastauftritte in vielen Fernsehserien und -reihen wie Der Kommissar, Tatort, Derrick, Der Alte, Meister Eder und sein Pumuckl und Pfarrer Braun.
Seit 1962 war Sachtleben neben seinen Arbeiten am Theater und in Film und Fernsehen als Synchronsprecher tätig. Er lieh seine markante Stimme u. a. Woody Allen (Casino Royale), Hume Cronyn (Das siebte Kreuz), Bill Daily (Bezaubernde Jeannie; in den späteren Folgen übernahm Tonio von der Meden den Part), Daniel Davis (als Butler Niles in der Sitcom Die Nanny), Peter Fonda (Lilith), Harvey Keitel (Der Liebe verfallen) und Terry-Thomas (Die total verrückte Büroparty). Nach Uwe Friedrichsen, Klaus Schwarzkopf, Hans Sievers und Claus Biederstaedt war er die fünfte deutsche Synchronstimme von Inspektor Columbo (Peter Falk). 2009 übernahm er die Synchronisation von Jim Broadbent als Horace Slughorn in Harry Potter und der Halbblutprinz. Daneben arbeitete er mehrere Jahre als Hörspielregisseur beim Bayerischen Rundfunk (BR) und wirkte auch selbst in Hörspielen mit. Beteiligt war er etwa am populär gewordenen Hörspiel Dickie Dick Dickens von Rolf und Alexandra Becker, in dem er 1969 die Rolle des 2. Erzählers von Ernst Seiltgen übernahm.

### Privates
Horst Sachtleben heiratete 1955 Gabriele Schmidt, hatte eine Tochter namens Nicole und war bis zu seinem Tod 47 Jahre mit der Schweizer Schauspielerin Pia Hänggi verheiratet. Er lebte unter anderem in München und starb im Mai 2022 im Alter von 91 Jahren.

## Filmografie (Auswahl)
- 1961: Jürgen Trahnke (Fernsehfilm)
- 1962: Nachruf auf Jürgen Trahnke (Fernsehfilm)
- 1965: Der Nachtkurier meldet … (Fernsehserie, Folge Schwindel auf Raten)
- 1966: Der Nachtkurier meldet … (Fernsehserie, Folge Außenseiter macht das Rennen)
- 1967: Die fünfte Kolonne (Fernsehserie, Folge Ein Anruf aus der Zone)
- 1967: Der Werbeoffizier (Fernsehaufzeichnung, ZDF)
- 1969: Der Kommissar (Fernsehserie, Folge Keiner hörte den Schuß)
- 1970: Der Kommissar (Fernsehserie, Folge In letzter Minute)
- 1972: Pater Brown (Fernsehserie, Folge Der richterliche Spiegel)
- 1972: Verdacht gegen Barry Croft (Fernsehfilm)
- 1972: Willi Tobler und der Untergang der 6. Flotte (mit Alfred Edel in der Titelrolle)
- 1973: Der Kommissar (Fernsehserie, Folge Domanns Mörder)
- 1973: Der Kommissar (Fernsehserie, Folge Ein Funken in der Kälte)
- 1974: Tatort: Zweikampf (Fernsehreihe)
- 1974: Der kleine Doktor (Fernsehserie,  3 Folgen)
- 1975: Derrick (Fernsehserie, Folge Mitternachtsbus)
- 1976: Derrick (Fernsehserie, Folge Das Superding)
- 1976: Tatort: Abendstern
- 1977: Der Alte (Fernsehserie, Folge Lohngeld)
- 1978: Derrick (Fernsehserie, Folge Der Spitzel)
- 1981: Derrick (Fernsehserie, Folge Der Untermieter)
- 1982: Der schwarze Bumerang (Fernsehvierteiler)
- 1982: Ein Fall für zwei (Fernsehserie, Folge 8: Der Jäger als Hase)
- 1983: Die Krimistunde (Fernsehserie, Folge 4: Der Blick des Witwers)
- 1983: Martin Luther (Fernsehfilm)
- 1985: Derrick (Fernsehserie, Folge Lange Nacht für Derrick)
- 1987: Der Unsichtbare
- 1987: Derrick (Fernsehserie, Folge Anruf in der Nacht)
- 1987: Der Alte (Fernsehserie, Folge 124: Kein gutes Ende)
- 1988: Meister Eder und sein Pumuckl (Fernsehserie, Folge 45: Pumuckl will Schreiner werden)
- 1988: Der Alte (Fernsehserie, Folge 128: Um jeden Preis)
- 1988: Ein Fall für zwei (Fernsehserie, Folge 59: Die einzige Chance)
- 1989: Das Spinnennetz
- 1990: Pfarrerin Lenau (Fernsehserie, 10 Folgen)
- 1994: Unsere Schule ist die Beste (Fernsehserie, 15 Folgen)
- 1996: Jenseits der Stille
- 1998: Der Rosenmörder (Fernsehfilm)
- 1998: Sylvia – Eine Klasse für sich (Fernsehserie, 15 Folgen)
- 1999: Klemperer – Ein Leben in Deutschland (Fernsehserie, 12 Folgen)
- 2000–2001: Bei aller Liebe (Fernsehserie, 5 Folgen)
- 2000: Das Phantom
- 2000: Mein Bruder, der Idiot
- 2001: Siska (Fernsehserie, Folge Der zweite Tod des Max Holler)
- 2002: Froschkönig (Fernsehfilm)
- 2002–2020: Um Himmels Willen (Fernsehserie, 197 Folgen)
- 2003: Glücksstadt
- 2003: Der Alte (Fernsehserie, Folge 286:  Alles oder Nichts )
- 2004: Alarm für Cobra 11 – Die Autobahnpolizei (Fernsehserie, Folge 101 Heinrich und Paul)
- 2004: Tatort: Nicht jugendfrei
- 2005: Vorletzter Abschied (Kurzfilm)
- 2005: Der Clown
- 2006: Drei Schwestern made in Germany (Fernsehfilm)
- 2006: Tatort: Außer Gefecht
- 2007: Post Mortem – Beweise sind unsterblich (Fernsehserie, Folge Grenzenlose Liebe)
- 2007: Wenn Liebe doch so einfach wär’ (Fernsehfilm)
- 2008: Verbotene Liebe (Fernsehserie, 4 Folgen)
- 2009: Inga Lindström: Der Erbe von Granlunda (Fernsehreihe)
- 2009: Crashpoint – 90 Minuten bis zum Absturz (Fernsehfilm)
- 2008: Um Himmels Willen – Weihnachten in Kaltenthal (Fernsehfilm)
- 2009: Geldregen (Kurzfilm)
- 2009: Sterne über dem Eis (Fernsehfilm)
- 2009: Ein Sommer in Long Island (Fernsehreihe)
- 2010: Um Himmels Willen – Weihnachten unter Palmen (Fernsehfilm)
- 2011: Hubert und Staller (Fernsehserie, Folge Tod aus der Schnabeltasse)
- 2011: Pfarrer Braun: Altes Geld, junges Blut (Fernsehreihe)
- 2011: Danni Lowinski (Fernsehserie, Folge 15 Endstation)
- 2011: Leben lassen (Kurzfilm)
- 2011: Für immer daheim (Fernsehfilm)
- 2012: Transpapa
- 2012: Um Himmels Willen – Mission unmöglich (Fernsehfilm)
- 2014: About a Girl
- 2015: Über den Tag hinaus (Fernsehfilm)
- 2016: Zorn – Wie sie töten (Fernsehreihe)
- 2016: Stadtlandliebe
- 2017: Laim und die Zeichen des Todes (Fernsehreihe)
- 2019: Die Spezialisten – Im Namen der Opfer (Fernsehserie, Folge 44 Alte Wunden)

## Synchronisationsarbeiten
Peter Falk
- 1978: als Tony Pino in Das große Dings bei Brinks
- 1991–2003: als Inspektor Columbo in Columbo (Fernsehserie)
- 1996: als Willie Clark in Sonny Boys
- 2000: als Abel Shaddick in Sommer der Freundschaft
- 2001: als Theo Kerr in Die vergessene Welt
- 2003: als James „Pop Up“ Morse in Wilde Tage
- 2004: als Don Feinberg in Große Haie – Kleine Fische
- 2005: als Morris Applebaum in Checking Out – Alles nach meinen Regeln
- 2005: als Sam Kleinman in Reine Familiensache
- 2007: als Irv in Next

Donald Pleasence
- 1973: als Fred Smudge in Dr. Jekyll und Mr. Hyde
- 1979: als Clarence Blasko in Weiße Sklavin der grünen Hölle
- 1985: als Klaus von Blantz in Das Geheimnis der blauen Diamanten

Wallace Shawn
- 1981: als Wally Shawn in Mein Essen mit André
- 2004: als Ezra in Die Geistervilla

Gerry Bamman
- 1990: als Onkel Frank McCallister in Kevin – Allein zu Haus
- 1992: als Onkel Frank McCallister in Kevin – Allein in New York

Jim Broadbent
- 2005: als Professor Kirke in Die Chroniken von Narnia: Der König von Narnia
- 2009: als Prof. Horace Slughorn in Harry Potter und der Halbblutprinz

### Filme
- 1962: John Carson als Norman in Die sieben Schlüssel
- 1972: Peter Boyle als Marvin Lucas in Bill McKay – Der Kandidat
- 1979: Paul Crauchet als Felix in Armee im Schatten
- 1991: George Carlin als Eddie in Herr der Gezeiten

### Serien
- 1969: als Bob Long in Daktari
- 1988: Charles Aidman als Dr. Michaels in Unter der Sonne Kaliforniens
- 1990: Frank Aletter als Robert Huntman in T. J. Hooker
- 1993–1995: Rupert Farley als Herr Hase in Als die Tiere den Wald verließen
- 1995–2000: Daniel Davis als Niles in Die Nanny
- 2002: M. Emmet Walsh als Jonas (VHS-Synchro) in Geschichten aus der Gruft

## Hörspiele (Auswahl)
- 1994: Michael Koser: Der letzte Detektiv (28: UFO) (Erzdruide Fingal) – Regie: Werner Klein (Original-Hörspiel, Kriminalhörspiel, Science-Fiction-Hörspiel – BR)
- 1996: Carl Zuckmayer: Der Gesang im Feuerofen (Lutz Sprenger) – Bearbeitung und Regie: Klaus Gmeiner (Hörspielbearbeitung – ORF)
- 2007: Ror Wolf: Raoul Tranchirers Bemerkungen über die Stille – Regie: Thomas Gerwin (Hörspiel – SWR)